# 히가시오사키촌 (니가타현)
히가시오사키촌(東大崎村)은 니가타현 미나미칸바라군에 설치되었던 촌이다.
[[분류:미나미칸바라군]